# SV Sparta Lichtenberg
SV Sparta Lichtenberg is een Duitse voetbalclub uit Rummelsburg in het Berlijnse disctrict Lichtenberg.

## Geschiedenis
De club werd op 3 juni 1911 opgericht als Sparta Sportliche Vereinigung en was een arbeidersclub die niet aan de reguliere competitie van de Duitse voetbalbond deelnam. Begin jaren dertig wisselde de club naar de arbeidersbond Rotsport en bereikte in het eerste jaar meteen de finale om de titel die met 2:3 verloren werd van Dresdner SV 1910. In 1933 werden alle arbeidersclubs verboden.
Na de Tweede Wereldoorlog werd de club heropgericht als SG Lichtenberg-Süd en nam deel aan het Kampioenschap van Berlijn, maar werd laatste en kwalificeerde zich bijgevolg niet voor het volgende seizoen toen de competitie pas echt van start ging. De naam werd in 1949 gewijzigd in ZSG Sparta-Siemens Lichtenberg. Later werd de naam BSG Sparta Berlin en BSG Sparta Lichtenberg. De hoogste klasse die de club kon bereiken was de Bezirksliga Berlin (derde klasse).
Na de Duitse hereniging werd de naam SV Sparta Lichtenberg aangenomen. In 2013 promoveerde de club naar de Berlin-Liga, waar de club tot 2015 speelde. Na twee seizoenen promoveerde de club weer. In 2023 promoveerde de club naar de Oberliga, en speelt zo in dezelfde reeks als lokale rivaal SV Lichtenberg 47, dat uit de Regionalliga degradeerde.